# Fusoidiella
Fusoidiella Videira & Crous – rodzaj grzybów z rodziny Mycosphaerellaceae. Grzyby mikroskopijne.

## Systematyka i nazewnictwo
Pozycja w klasyfikacji według Index Fungorum: Mycosphaerellaceae, Mycosphaerellales, Dothideomycetidae, Dothideomycetes, Pezizomycotina, Ascomycota, Fungi.
Takson utworzyli w 2016 r. S.I.R. Videira i P.W. Crous.
Gatunki:
- Fusoidiella anethi (Pers.) Videira & Crous 2017
- Fusoidiella depressa (Berk. & Broome) Videira & Crous 2016

Nazwy naukowe i wykaz gatunków na podstawie Index Fungorum.
W Polsce występuje Fusoidiella depressa (podany pod nazwą Passalora depressa).